# Holmelgonia perturbatrix
Holmelgonia perturbatrix är en spindelart som först beskrevs av Rudy Jocqué och Nikolaj Scharff 1986.  Holmelgonia perturbatrix ingår i släktet Holmelgonia och familjen täckvävarspindlar.
Artens utbredningsområde är Tanzania. Inga underarter finns listade i Catalogue of Life.